# Сутьеска (река)
Сутьеска (сербохорв. Sutjeska, Сутјеска) — река в Боснии и Герцеговине, левый приток Дрины. Длина реки — 36 км.

## Сведения
Истоки реки находятся на склонах горы Волуяк на высоте 1520 м. В верхнем течении течёт на северо-запад, в среднем — на северо-восток, в нижнем — на восток. Впадает в реку Дрина близ села Космана на высоте 437 м над уровнем моря. Средний уклон — 30,1 м/км. Протекает через узкую и глубокую долину через лесистую местность. Между горами Товарница и Волуяк переходит в каньон со стенами высотой до 1000 метров, проходит далее через сёла Суха, Тьентиште, Попов-Мост и Чурево. Из-за падения в 1037 метров имеет весьма быстрое течение, что позволяет реке вырабатывать 20 тысяч киловатт электроэнергии. Притоки реки: Сушка, Перучица (справа), Трлоришница, Клобучарица, Ябушница, Усовичкий-Поток и Хрчавка (слева).
Между долиной Сутьески и западными склонами горы Маглич расположен лес Перучица площадью 1434 га, что является уникальным лесным заповедником в Европе. По закону 1962 года, принятым Народной скупщиной СР Боснии и Герцеговины, долина Сутьески размером 17500 га была признана национальным парком. Охраной этого парка в настоящее время занимается Министерство сельского, лесного и водного хозяйства Республики Сербской. Общая длина реки — 32 км, площадь бассейна — 322 километра.
Река Сутьеска известна тем, что на её берегах состоялось крупнейшее сражение на Югославском фронте Второй мировой войны.